# The Best of Keane
The Best of Keane is een compilatiealbum van de Britse band Keane. Het album verscheen op 11 november 2013 en werd uitgebracht door Island Records. Het album vormt een verzameling van alle singles die Keane heeft uitgebracht van 2001 tot 2013 op de albums Hopes and Fears, Under the Iron Sea, Perfect Symmetry en Strangeland (met uitzondering van The Lovers Are Losing en Better Than This die zijn vervangen door My Shadow van de Night Train EP en Hamburg Song van het album Under the Iron Sea). Het album wordt voorafgegaan door de single Higher than the Sun. Op 20 januari 2024 werd een tweede single van het album, getiteld Won't Be Broken uitgebracht.

## Tracklist
Naast de reguliere editie met 20 tracks verscheen ook een speciale bonus disc met 18 bonustracks.

## Hitnoteringen

### NederlandseAlbum Top 100
| Hitnotering (week 1 t/m 23): 16-11-2013 t/m 13-09-2014 | Hitnotering (week 1 t/m 23): 16-11-2013 t/m 13-09-2014 | Hitnotering (week 1 t/m 23): 16-11-2013 t/m 13-09-2014 | Hitnotering (week 1 t/m 23): 16-11-2013 t/m 13-09-2014 | Hitnotering (week 1 t/m 23): 16-11-2013 t/m 13-09-2014 | Hitnotering (week 1 t/m 23): 16-11-2013 t/m 13-09-2014 | Hitnotering (week 1 t/m 23): 16-11-2013 t/m 13-09-2014 | Hitnotering (week 1 t/m 23): 16-11-2013 t/m 13-09-2014 | Hitnotering (week 1 t/m 23): 16-11-2013 t/m 13-09-2014 | Hitnotering (week 1 t/m 23): 16-11-2013 t/m 13-09-2014 | Hitnotering (week 1 t/m 23): 16-11-2013 t/m 13-09-2014 | Hitnotering (week 1 t/m 23): 16-11-2013 t/m 13-09-2014 | Hitnotering (week 1 t/m 23): 16-11-2013 t/m 13-09-2014 | Hitnotering (week 1 t/m 23): 16-11-2013 t/m 13-09-2014 | Hitnotering (week 1 t/m 23): 16-11-2013 t/m 13-09-2014 | Hitnotering (week 1 t/m 23): 16-11-2013 t/m 13-09-2014 | Hitnotering (week 1 t/m 23): 16-11-2013 t/m 13-09-2014 | Hitnotering (week 1 t/m 23): 16-11-2013 t/m 13-09-2014 | Hitnotering (week 1 t/m 23): 16-11-2013 t/m 13-09-2014 | Hitnotering (week 1 t/m 23): 16-11-2013 t/m 13-09-2014 | Hitnotering (week 1 t/m 23): 16-11-2013 t/m 13-09-2014 | Hitnotering (week 1 t/m 23): 16-11-2013 t/m 13-09-2014 | Hitnotering (week 1 t/m 23): 16-11-2013 t/m 13-09-2014 | Hitnotering (week 1 t/m 23): 16-11-2013 t/m 13-09-2014 | Hitnotering (week 1 t/m 23): 16-11-2013 t/m 13-09-2014 |
| Week:                                                  | 1                                                      | 2                                                      | 3                                                      | 4                                                      | 5                                                      | 6                                                      | 7                                                      | 8                                                      | 9                                                      | 10                                                     | 11                                                     | 12                                                     | 13                                                     | 14                                                     | 15                                                     | 16                                                     | 17                                                     | 18                                                     | 19                                                     | 20                                                     | 21                                                     | 22                                                     | 23                                                     | 24                                                     |
| ------------------------------------------------------ | ------------------------------------------------------ | ------------------------------------------------------ | ------------------------------------------------------ | ------------------------------------------------------ | ------------------------------------------------------ | ------------------------------------------------------ | ------------------------------------------------------ | ------------------------------------------------------ | ------------------------------------------------------ | ------------------------------------------------------ | ------------------------------------------------------ | ------------------------------------------------------ | ------------------------------------------------------ | ------------------------------------------------------ | ------------------------------------------------------ | ------------------------------------------------------ | ------------------------------------------------------ | ------------------------------------------------------ | ------------------------------------------------------ | ------------------------------------------------------ | ------------------------------------------------------ | ------------------------------------------------------ | ------------------------------------------------------ | ------------------------------------------------------ |
| Positie:                                               | 13                                                     | 24                                                     | 41                                                     | 44                                                     | 58                                                     | 55                                                     | 52                                                     | 32                                                     | 50                                                     | 67                                                     | 79                                                     | 63                                                     | 85                                                     | 75                                                     | 79                                                     | 59                                                     | 59                                                     | 72                                                     | 76                                                     | 92                                                     | 91                                                     | 96                                                     | 88                                                     | uit                                                    |

### VlaamseUltratop 200Albums
| Positie: | 15 | 45 | 49 | 74 | 88 | 77 | 76 | 54 | 75 | 93 | 112 | 59 | 100 | 89 | 125 | 66 | 115 | 132 | 144 | uit |